# 75. Golden Globe-gála
A 75. Golden Globe-gálára 2018. január 7-én, vasárnap került sor.  A 2017-ben mozikba, vagy képernyőkre került amerikai filmeket, illetve televíziós sorozatokat díjazó rendezvényt a kaliforniai Beverly Hillsben, a Beverly Hilton Hotelben tartották meg, a Hollywoodi Külföldi Tudósítók Szövetsége és a Dick Clark Productions szervezésében. A díjátadó házigazdájának Seth Meyers humoristát, politikai kommentátort, televíziós műsorvezetőt kérték fel.
A jelöltek listáját 2017. december 11-én hozta nyilvánosságra Sharon Stone, Alfre Woodard, Kristen Bell és Garrett Hedlund. A nagyjátékfilmek közül a legtöbb jelölést – hetet – Guillermo del Toro mexikói rendező A víz érintése című filmdrámája kapta, melyet a Három óriásplakát Ebbing határában és a A Pentagon titkai követett hat-hat jelöléssel. Ugyancsak hat jelölést kapott a televíziós alkotások közül az HBO sorozata, a Hatalmas kis hazugságok.
A jubileumi gálán az előző évtől eltérően kiugróan sok díjat egyetlen film sem kapott, azonban a papírforma érvényesült: a Három óriásplakát Ebbing határában lett a legjobb dráma, annak angol-ír író-rendezőjét, Martin McDonagh-t a forgatókönyv kategóriában ismerték el, míg a mű két szereplőjét, Frances McDormandot és Sam Rockwellt is díjazták a színészek mezőnyében. A legjobb férfi főszereplőkét elismert Gary Oldman 40 éves karrier és többszörös jelölés után most kapta meg első Golden Globe díját. A legtöbb jelölést kapott alkotás, A víz érintése csupán két díjat kapott, maga a rendező és Alexandre Desplat révén – a francia zeneszerző tizenegy év után vehette át második arany glóbuszát. A díjazás legnagyobb vesztese A Pentagon titkai című krimi lett: a hat jelölés ellenére alkotói egyetlen szobrocskát sem vihettek haza.
A televíziós alkotások közül a Hatalmas kis hazugságok négy elismerést kapott, részint mint legjobb minisorozat, részint pedig színészei (Nicole Kidman, Alexander Skarsgård és Laura Dern), révén. A második legsikeresebb sorozat A szolgálólány meséje két aranyozott kisplasztikát kapott a legjobb televíziós drámaként, illetve Elisabeth Moss alakításáért.
"Mint globális média egyik vezetője, emberbarát, producer és színésznő, aki páratlan kapcsolatot teremtett a világ minden tájáról származó emberek között, így ma az egyik legelismertebb és leginkább csodált díszesebb figura", az Oscar- és Golden Globe-díjas Oprah Winfrey vehette át a Cecil B. DeMille-életműdíjat.
A Me Too-mozgalom támogatására a gála majd minden résztvevője feketébe öltözött, s több köszönőbeszéd is kiemelten foglalkozott a témával, beleértve az életmű-díjas Oprah Winfreyét is.

## Jelölések és díjak

### Filmek
A nyertesek a táblázat első sorában, félkövérrel vannak jelölve.
| Legjobb filmes díjak | Legjobb filmes díjak |
| Legjobb filmdráma | Legjobb vígjáték vagy zenés film |
| --- | --- |
| - Három óriásplakát Ebbing határában - Szólíts a neveden - Dunkirk - A Pentagon titkai - A víz érintése | - Lady Bird - A katasztrófaművész - Tűnj el! - A legnagyobb showman - Én, Tonya |
| Legjobb filmes alakítások (filmdráma) | |
| Színész | Színésznő |
| - Gary Oldman – A legsötétebb óra mint Winston Churchill - Timothée Chalamet – Szólíts a neveden mint Elio Perlman - Daniel Day-Lewis – Fantomszál mint Reynolds Woodcock - Tom Hanks – A Pentagon titkai mint Ben Bradlee - Denzel Washington – A jogdoktor mint Roman J. Israel | - Frances McDormand – Három óriásplakát Ebbing határában mint Mildred Hayes - Jessica Chastain – Elit játszma mint Molly Bloom - Sally Hawkins – A víz érintése mint Elisa Esposito - Meryl Streep – A Pentagon titkai mint Kay Graham - Michelle Williams – A világ összes pénze mint Gail Harris |
| Legjobb filmes alakítások (vígjáték vagy zenés film) | |
| Színész | Színésznő |
| - James Franco – A katasztrófaművész mint Tommy Wiseau - Steve Carell – A nemek harca mint Bobby Riggs - Ansel Elgort – Nyomd, Bébi, nyomd mint Baby / Miles - Hugh Jackman – A legnagyobb showman mint P. T. Barnum - Daniel Kaluuya – Tűnj el! mint Chris Washington            | - Saoirse Ronan – Lady Bird mint Christine "Lady Bird" McPherson - Judi Dench – Viktória királynő és Abdul mint Viktória királynő - Helen Mirren – The Leisure Seeker mint Ella Robina - Margot Robbie – Én, Tonya mint Tonya Harding - Emma Stone – A nemek harca mint Billie Jean King           |
| Legjobb mellékszereplők (filmdráma, vígjáték vagy zenés film) | |
| Színész | Színésznő |
| - Sam Rockwell – Három óriásplakát Ebbing határában mint Jason Dixon - Willem Dafoe – Floridai álom mint Bobby Hicks - Armie Hammer – Szólíts a neveden mint Oliver - Richard Jenkins – A víz érintése mint Giles - Christopher Plummer – A világ összes pénze mint J. Paul Getty | - Allison Janney – Én, Tonya mint LaVona Golden - Mary J. Blige – Mudbound mint Florence Jackson - Hong Chau – Kicsinyítés mint Ngoc Lan Tran - Laurie Metcalf – Lady Bird mint Marion McPherson - Octavia Spencer – A víz érintése mint Zelda Fuller                                              |
| Egyéb | |
| Legjobb rendező | Legjobb forgatókönyv |
| - Guillermo del Toro – A víz érintése - Martin McDonagh – Három óriásplakát Ebbing határában - Christopher Nolan – Dunkirk - Ridley Scott – A világ összes pénze - Steven Spielberg – A Pentagon titkai                                                                           | - Martin McDonagh – Három óriásplakát Ebbing határában - Guillermo del Toro és Vanessa Taylor – A víz érintése - Greta Gerwig – Lady Bird - Liz Hannah és Josh Singer – A Pentagon titkai - Aaron Sorkin – Elit játszma                                                                            |
| Legjobb eredeti filmzene | Legjobb eredeti filmbetétdal |
| - Alexandre Desplat – A víz érintése - Carter Burwell – Három óriásplakát Ebbing határában - Jonny Greenwood – Fantomszál - John Williams – A Pentagon titkai - Hans Zimmer – Dunkirk                                                                                             | - „This Is Me” – A legnagyobb showman - „Home” – Ferdinánd - „Mighty River” – Mudbound - „Remember Me” – Coco - „The Star” – A csillag |
| Legjobb animációs film | Legjobb idegen nyelvű film |
| - Coco - A kenyérkereső - Bébi úr - Ferdinánd - Loving Vincent | - Sötétben (Németország) - A négyzet (Svédország) - Egy fantasztikus nő (Chile) - First They Killed My Father (Kambodzsa) - Szeretet nélkül (Oroszország) |

### Televíziós alkotások
A nyertesek a táblázat első sorában, félkövérrel vannak jelölve. Az előző évben nyertes televíziós sorozatokra a „ ♕ ” jel emlékeztet.
| Legjobb televíziós sorozatok | Legjobb televíziós sorozatok |
| Filmdráma | Vígjáték vagy zenés film |
| --- | --- |
| - A szolgálólány meséje - A Korona ♕ - Trónok harca - Stranger Things - Rólunk szól | - A káprázatos Mrs. Maisel - Feketék Fehéren - Master of None – Majdnem elég jó - SMILF - Will és Grace |
| Minisorozat vagy tévéfilm | |
| - Hatalmas kis hazugságok - A tettes - A tó tükre: China Girl - Fargo - Viszály: Bette és Joan | |
| Legjobb alakítás televíziós sorozatban (filmdráma) | |
| Színész | Színésznő |
| - Sterling K. Brown – Rólunk szól mint Randall Pearson - Jason Bateman – Ozark mint Martin "Marty" Byrde - Freddie Highmore – Doktor Murphy mint Dr. Shaun Murphy - Bob Odenkirk – Better Call Saul mint Jimmy McGill - Liev Schreiber – Ray Donovan mint Ray Donovan                        | - Elisabeth Moss – A szolgálólány meséje mint June Osborne/Offred - Caitríona Balfe – Outlander – Az idegen mint Claire Fraser - Claire Foy – A Korona mint II. Erzsébet királynő ♕ - Maggie Gyllenhaal – Fülledt utcák mint Eileen "Candy" Merrell - Katherine Langford – 13 okom volt mint Hannah Baker |
| Legjobb alakítás televíziós sorozatban (vígjáték vagy zenés film) | |
| Színész | Színésznő |
| - Aziz Ansari – Master of None – Majdnem elég jó mint Dev Shah - Anthony Anderson – Feketék Fehéren mint Andre "Dre" Johnson Sr. - Kevin Bacon – I Love Dick mint Dick - William H. Macy – Shameless – Szégyentelenek mint Frank Gallagher - Eric McCormack – Will és Grace mint Will Truman | - Rachel Brosnahan – A káprázatos Mrs. Maisel mint Miriam "Midge" Maisel - Pamela Adlon – Jobb idők mint Sam Fox - Alison Brie – GLOW mint Ruth "Zoya the Destroya" Wilder - Issa Rae – Bizonytalan mint Issa Dee - Frankie Shaw – SMILF mint Bridgette Bird                                              |
| Legjobb alakítás minisorozatban vagy tévéfilmben | |
| Színész | Színésznő |
| - Ewan McGregor – Fargo mint Emmit and Raymond "Ray" Stussy - Robert De Niro – Hazugságok mágusa mint Bernie Madoff - Jude Law – Az ifjú pápa mint XII. Piusz pápa - Kyle MacLachlan – Twin Peaks mint Dale Cooper - Geoffrey Rush – Géniusz mint id. Albert Einstein                        | - Nicole Kidman – Hatalmas kis hazugságok mint Celeste Wright - Jessica Biel – A tettes mint Cora Tannetti - Jessica Lange – Viszály: Bette és Joan mint Joan Crawford - Susan Sarandon – Viszály: Bette és Joan mint Bette Davis - Reese Witherspoon – Hatalmas kis hazugságok mint Madeleine Mackenzie  |
| Legjobb mellékszereplő (sorozat, minisorozat vagy tévéfilm) | |
| Mellékszereplő színész | Mellékszereplő színésznő |
| - Alexander Skarsgård – Hatalmas kis hazugságok mint Perry Wright - David Harbour – Stranger Things mint Chief Jim Hopper - Alfred Molina – Viszály: Bette és Joan mint Robert Aldrich - Christian Slater – Mr. Robot mint Mr. Robot/Edward Alderson - David Thewlis – Fargo mint V.M. Varga | - Laura Dern – Hatalmas kis hazugságok mint Renata Klein - Ann Dowd – A szolgálólány meséje mint Aunt Lydia - Chrissy Metz – Rólunk szól mint Kate Pearson - Michelle Pfeiffer – Hazugságok mágusa mint Ruth Madoff - Shailene Woodley – Hatalmas kis hazugságok mint Jane Chapman                        |

## Különdíjak

### Cecil B. DeMille-életműdíj
- Oprah Winfrey

### Golden Globe-nagykövet
- Simone Garcia Johnson[4]

A korábbi díjátadókon segédkező valamely neves művész gyermeke, a Miss Golden Globe vagy Mr. Golden Globe szerepét a 75. jubileumi gálától a Golden Globe-nagykövet (Golden Globe Ambassador) vette át. Az új elnevezés jobban kifejezi a cím tulajdonosának a díj, illetve az azt odaítélő szervezet érdekében egész évben végzett jótékonysági tevékenységét.

## Többszörös jelölések és elismerések
| Jelölés | Díj | Cím                                |
| ------- | --- | ---------------------------------- |
| 7       | 2   | A víz érintése                     |
| 6       | 0   | A Pentagon titkai                  |
| 6       | 4   | Három óriásplakát Ebbing határában |
| 4       | 2   | Lady Bird                          |
| 3       | 1   | A legnagyobb showman               |
| 3       | 0   | A világ összes pénze               |
| 3       | 0   | Dunkirk                            |
| 3       | 1   | Én, Tonya                          |
| 3       | 0   | Szólíts a neveden                  |
| 2       | 0   | A nemek harca                      |
| 2       | 1   | Coco                               |
| 2       | 0   | Elit játszma                       |
| 2       | 0   | Fantomszál                         |
| 2       | 0   | Ferdinánd                          |
| 2       | 0   | Mudbound                           |
| 2       | 1   | A katasztrófaművész                |
| 2       | 0   | Tűnj el!                           |

| Jelölés | Díj | Cím                              |
| ------- | --- | -------------------------------- |
| 6       | 4   | Hatalmas kis hazugságok          |
| 4       | 0   | Viszály: Bette és Joan           |
| 3       | 2   | A szolgálólány meséje            |
| 3       | 1   | Fargo                            |
| 3       | 1   | Rólunk szól                      |
| 2       | 0   | Feketék fehéren                  |
| 2       | 0   | Hazugságok mágusa                |
| 2       | 1   | Master of None – Majdnem elég jó |
| 2       | 0   | SMILF                            |
| 2       | 0   | Stranger Things                  |
| 2       | 0   | A Korona                         |
| 2       | 2   | A káprázatos Mrs. Maisel         |
| 2       | 0   | A tettes                         |
| 2       | 0   | Will és Grace                    |

| Jelölés | Díj | Név                |
| ------- | --- | ------------------ |
| 2       | 1   | Martin McDonagh    |
| 2       | 1   | Guillermo del Toro |

## Díjátadó személyek
A Hollywoodi Külföldi Tudósítók Szövetsége a következő személyeket kérte fel a díjak átadására:
- Gal Gadot és Dwayne Johnson – legjobb színésznő (televíziós minisorozat vagy tévéfilm)
- Viola Davis és Helen Mirren – legjobb férfi mellékszereplő
- Zac Efron – A legnagyobb showman bemutatása
- Jennifer Aniston és Carol Burnett – legjobb színésznő televíziós sorozatban (vígjáték vagy zenés film), valamint legjobb színésznő, televíziós sorozat (dráma)
- Sarah Paulson – A Pentagon titkai bemutatása
- Garrett Hedlund, Kerry Washington – legjobb színész, televíziós sorozat (dráma)
- Roseanne Barr és John Goodman – legjobb televíziós sorozat (dráma)
- Seth Rogen – a A katasztrófaművész bemutatása
- Christina Hendricks, Neil Patrick Harris – legjobb mellékszereplő színész (televíziós sorozat, televíziós minisorozat vagy tévéfilm)
- Mariah Carey és Common – legjobb eredeti filmzene
- Kelly Clarkson és Keith Urban – legjobb eredeti filmbetétdal
- Octavia Spencer – A víz érintése bemutatása
- Shirley MacLaine és Emma Stone  – legjobb színész (musical vagy vígjáték)
- Sharon Stone és J. K. Simmons – legjobb mellékszereplő színésznő (televíziós sorozat, televíziós minisorozat vagy tévéfilm)
- Sebastian Stan és Allison Janney – az Én, Tonya bemutatása
- Amy Poehler és Andy Samberg – legjobb animációs film
- Kate Hudson és Aaron Taylor-Johnson – legjobb női mellékszereplő
- Catherine Zeta-Jones és Kirk Douglas  – legjobb forgatókönyv
- Sarah Jessica Parker  – legjobb idegen nyelvű film
- Hugh Grant – a Dunkirk bemutatása
- Darren Criss, Penélope Cruz és Édgar Ramírez – legjobb színész (televíziós minisorozat vagy tévéfilm)
- Halle Berry – a Tűnj el! bemutatása
- Emilia Clarke és Kit Harington – legjobb televíziós sorozat (musical vagy vígjáték), valamint – legjobb színész, televíziós sorozat (musical vagy vígjáték)
- Reese Witherspoon – Cecil B. DeMille-életműdíj
- Natalie Portman és Ron Howard – legjobb filmrendező
- Greta Gerwig – a Lady Bird bemutatása
- Emma Watson és Robert Pattinson és Chris Hemsworth – legjobb színésznő, televíziós sorozat (musical vagy vígjáték)
- Dakota Johnson – a Szólíts a neveden bemutatása
- Salma Hayek – a Három óriásplakát Ebbing határában bemutatása
- Alicia Vikander és Michael Keaton – legjobb vígjáték vagy zenés film
- Geena Davis és Susan Sarandon – legjobb színész (dráma)
- Isabelle Huppert és Angelina Jolie – legjobb színésznő (dráma)
- Barbra Streisand  – legjobb filmdráma